# Paradiso rubato
Paradiso rubato (Ums Paradies betrogen) è un film del 2005 diretto da Stefan Bartmann.
La pellicola fu divisa in due episodi, diventando così una miniserie trasmessa in televisione.